# San Francisco del Valle
San Francisco del Valle est une municipalité du Honduras, située dans le département d'Ocotepeque. La municipalité comprend 6 villages et 47 hameaux.

## Source de la traduction
- (en) Cet article est partiellement ou en totalité issu de l’article de Wikipédia en anglais intitulé « San Francisco del Valle » (voir la liste des auteurs).